# Николаевка (Ольховский район)
Николаевка — исчезнувшее село в Ольховском районе Волгоградской области. Село при балке Николаевской (правый приток реки Иловли)
Основано в 1827-1828 годах.

## История
Заселено в 1827-1828 годах государственными крестьянами, переселившимися из Пензенской, Орловской, Рязанской и Курской губерний. Земельный надел — 4498 десятин удобной земли. При поселении крестьяне пользовались землёй вместе с крестьянами села Клиновка, впоследствии надел был разделён. В 1872 году освящена церковь Михаила Архангела. В 1894 году открыта сельская школа.

С 1928 года — административный центр Николаевского сельсовета Ольховского района Камышинского округа (округ ликвидирован в 1934 году) Нижневолжского края, с 1935 года — Сталинградского края (с 1936 года — Сталинградской области, с 1961 года — Волгоградской области). В 1954 году Николаевский сельсовет был упразднён, село включено в состав Рыбинского сельсовета.

## Население
Динамика численности населения
| 1860 | 1886 | 1889 | 1894 |
| ---- | ---- | ---- | ---- |
| 890  | 994  | 1172 | 1056 |